# Neckeropsis gracilis
Neckeropsis gracilis là một loài rêu trong họ Neckeraceae. Loài này được Nog. mô tả khoa học đầu tiên năm 1972.